# Zata
Die Zata (russisch Цата Zata; ukrainisch Цята Zjata; historisch auch Цита Zita) ist ein 28 km langer Fluss durch Russland und die Ukraine.
Die Zata entspringt nahe der Grenze von Belarus zu Russland südwestlich von Spiridonowa Buda (russisch Спиридонова Буда) im russischen Slynkowski rajon der Oblast Brjansk. Der Fluss fließt zunächst nach Südosten, wendet sich dann westlich von Petrowa Guta (Петрова Гута) nach Süden und bald darauf nach Südwesten, wo er östlich von Kljussy (ukrainisch Клюси) im ukrainischen Rajon Korjukiwka auf etwa einem Kilometer Länge die Grenze zwischen Russland und der Ukraine bildet. Südlich von Kljussy sind der Verlauf der Zata und der Grenze zwei weitere Male identisch, bevor die Zata in den Snow mündet.
Das Einzugsgebiet des Flusses beträgt 990 km², die Neigung wird mit 0,43 Metern pro Kilometer angegeben. Nebenflüsse der Zata sind (von der Quelle zur Mündung): Selenka (Селенка), Daworka (Даворка), Burkowka (Бурковка), Waga (Вага) und Scheweda (Жеведа).